# Кристенсен, Артур
Артур Кристенсен (дат. Arthur Christensen; 9 января 1875, Копенгаген — 31 марта 1945, Копенгаген) — датский востоковед, исследователь истории и литературы древнего и средневекового Ирана, современных иранских языков.

## Биография
В 1899 году окончил Копенгагенский университет.
В 1903 году защитил диссертацию о творчестве Омара Хайяма.
С 1919 года — профессор Копенгагенского университета, первый возглавивший кафедру востоковедения названного университета.
В 1914, 1929 и 1934 годах совершил путешествия по Персии.
В 1940 году был избран действительным членом Гёттингенской академии наук.

## Научное наследие
Автор исследований о маздакизме, который рассматривается как одно из первых коммунистических движении.
Важнейшие труды посвящены истории государства Сасанидов, истории зороастризма, древнеиранской мифологии и эпосу, иранскому фольклору.

### Труды
- Le règne du roi Kawādh I et le communisme Mazdakite. — Kbh., 1925.
- Christensen Arthur. L’iran Sous Les Sassanides (фр.). — Copenhagen: Levin & Munksgaard[дат.], 1936. — 559 p.